# Parma Associazione Sportiva 1932-1933
Questa voce raccoglie le informazioni riguardanti il Parma Associazione Sportiva nelle competizioni ufficiali della stagione 1932-1933.

## Rosa
| N. |                   | Ruolo | Calciatore        |
| -- | ----------------- | ----- | ----------------- |
|    | Italia (bandiera) | A     | Francesco Bernard |
|    | Italia (bandiera) | A     | Enzo Bertoli      |
|    | Italia (bandiera) | C     | Mario Bertoni     |
|    | Italia (bandiera) | C     | Coriolano Bonati  |
|    | Italia (bandiera) | A     | Renzo Cappellazzi |
|    | Italia (bandiera) | D     | Marino Cavazzuti  |
|    | Italia (bandiera) | D     | Angelo Colombini  |
|    | Italia (bandiera) | A     | Francesco Ferrari |
|    | Italia (bandiera) | C     | Carlo Furlotti    |
|    | Italia (bandiera) | D     | Riccardo Ghiretti |
|    | Italia (bandiera) | C     | Italo Maccanelli  |
|    | Italia (bandiera) | D     | Giovanni Mazzoni  |

| N. |                   | Ruolo | Calciatore         |
| -- | ----------------- | ----- | ------------------ |
|    | Italia (bandiera) | D     | Walter Negroni     |
|    | Italia (bandiera) | A     | Dino Paini         |
|    | Italia (bandiera) | C     | Ivo Pellegrini     |
|    | Italia (bandiera) | A     | Riccardo Poli      |
|    | Italia (bandiera) | P     | Arturo Policaro    |
|    | Italia (bandiera) | C     | Augusto Ponticelli |
|    | Italia (bandiera) | C     | Guido Ponzi        |
|    | Italia (bandiera) | A     | Alfredo Simoni     |
|    | Italia (bandiera) | A     | Giuseppe Stocchi   |
|    | Italia (bandiera) | D     | Giorgio Tedeschini |
|    | Italia (bandiera) | D     | Nello Tedeschini   |
|    | Italia (bandiera) | C     | Luigi Villani      |

## Statistiche

### Statistiche di squadra
| Competizione    | Punti | In casa | In casa | In casa | In casa | In casa | In casa | In trasferta | In trasferta | In trasferta | In trasferta | In trasferta | In trasferta | Totale | Totale | Totale | Totale | Totale | Totale | DR |
| Competizione    | Punti | G       | V       | N       | P       | Gf      | Gs      | G            | V            | N            | P            | Gf           | Gs           | G      | V      | N      | P      | Gf     | Gs     | DR |
| --------------- | ----- | ------- | ------- | ------- | ------- | ------- | ------- | ------------ | ------------ | ------------ | ------------ | ------------ | ------------ | ------ | ------ | ------ | ------ | ------ | ------ | -- |
| Prima Divisione | 30    | 12      | 11      | 1       | 0       | 29      | 8       | 12           | 2            | 3            | 7            | 12           | 25           | 24     | 13     | 4      | 7      | 41     | 33     | +8 |

### Statistiche dei giocatori
| Giocatore     | Prima Divisione | Prima Divisione |
| Giocatore     | Presenze        | Reti            |
| ------------- | --------------- | --------------- |
| F. Bernard    | 1               | 0               |
| E. Bertoli    | 7               | 3               |
| M. Bertoni    | 3               | 0               |
| C. Bonati     | 1               | 0               |
| R. Capellazzi | 1               | 0               |
| M. Cavazzuti  | 23              | 0               |
| A. Colombini  | 2               | 0               |
| F. Ferrari    | 3               | 0               |
| C. Furlotti   | 1               | 0               |
| R. Ghiretti   | 18              | 0               |
| I. Maccanelli | 6               | 2               |
| G. Mazzoni    | 21              | 1               |
| W. Negroni    | 15              | 0               |
| D. Paini      | 19              | 1               |
| I. Pellegrini | 7               | 1               |
| R. Poli       | 21              | 13              |
| A. Policaro   | 24              | -33             |
| A. Ponticelli | 15              | 3               |
| G. Ponzi      | 9               | 2               |
| A. Simoni     | 8               | 1               |
| G. Stocchi    | 11              | 9               |
| G. Tedeschini | 20              | 1               |
| N. Tedeschini | 8               | 0               |
| L. Villani    | 20              | 3               |